# پوشیده‌گل‌ها
پوشیده‌گل‌ها (نام علمی: Calymmanthium) نام یک سرده از زیرخانواده کاکتوس‌واران است.